# Roger Wilmans

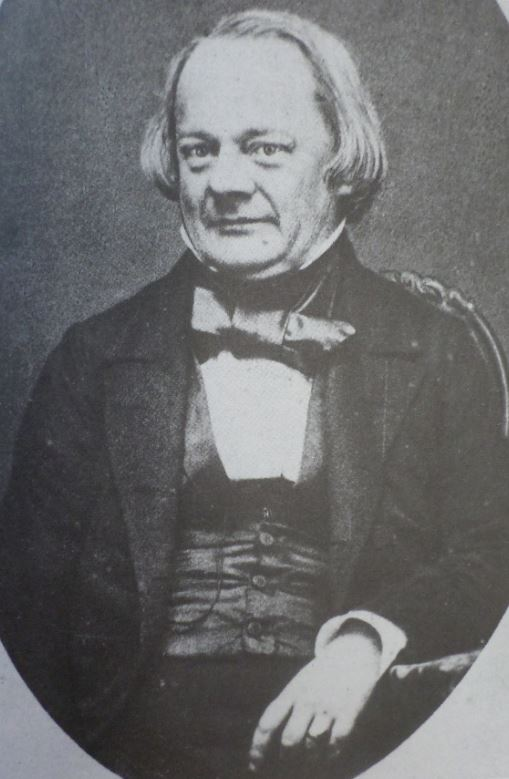
Roger Wilmans

Franz Friedrich Roger Wilmans (* 18. Juli 1812 in Bielefeld; † 28. Januar 1881 in Münster) war ein deutscher Archivar und Historiker.

## Leben
Nach der Versetzung seines Vaters in das preußische Kriegsministerium siedelte die Familie nach Berlin um. Dort besuchte Roger Wilmans das Französische Gymnasium und studierte von 1832 bis 1835 an der Friedrich-Wilhelm-Universität Philologie. Anschließend arbeitete er als Lehrer in einem Kadettenkorps und am Joachimsthalschen Gymnasium. Nebenbei veröffentlichte er Aufsätze über historische Forschungen und arbeitete mit Georg Heinrich Pertz und Leopold von Ranke zusammen. So sind seine Beiträge auch in die Monumenta Germaniae Historica eingegangen. 1851 wurde er der Nachfolger von Heinrich August Erhard als Direktor des Provinzalarchivs in Münster. In dieser Stellung blieb er bis zu seinem Tod. 1859 erhielt Wilmans den Titel Archivrat, 1867 den eines Geheimen Archivrats. Am 18. Januar 1874 wurde er mit dem Roten Adlerorden ausgezeichnet. 1869 wurde er als korrespondierendes Mitglied in die Bayerische Akademie der Wissenschaften aufgenommen. 1870 wurde er Mitglied der Maatschappij der Nederlandse Letterkunde in Leiden. Er starb nach kurzer Krankheit am 28. Januar 1881 in Münster.

## Werk
Roger Wilmans war an den ersten vier Bänden des Westfälischen Urkundenbuchs beteiligt. Darüber hinaus war er an folgenden Werken beteiligt:
- De Dionis Cassii fontibus et auctoritate. Berolinum 1836.
- Die Schicksale der Reichskleinodien und des Kirchenschatzes des Aachener Krönungsstiftes während der französischen Revolution. In: Zeitschrift für preussische Geschichte und Landeskunde, Band 9 (1872), S. 178–185.
- Zur Geschichte der Universität Münster in den Jahren 1802–1818. Nach archivalischen Quellen, Schlüter, Hannover 1875 (aus: Zeitschrift für Deutsche Kulturgeschichte N. F. [= 2. Serie] 4 (1875), S. 257–299).
- Aus einigen Stadtarchiven Westfalens : Ergebnisse amtlicher Inspectionen, auf höhere Veranlassung veröffentlicht. In: Monatsschrift für rheinisch-westfälische Geschichtsforschung und Alterthumskunde, Jg. 2.1876 (ULB Münster).